# Cometa de La Farola
Cometa de La Farola es un tema perteneciente al cantautor de música popular uruguayo Jaime Roos. Es la primera canción de su primer álbum solista, titulado Candombe del 31, editado bajo el sello Ayuí/Tacuabé en 1977. 
La letra es un homenaje del músico hacia su equipo de fútbol favorito, Defensor Sporting, luego de que éste ganara su primer campeonato en 1976. Jaime Roos se enteró de la consagración del cuadro de sus amores en su exilio en París al recibir una carta de su padre.
Es una canción pionera en la mezcla de la murga con sonidos cercanos al pop, algo en lo que se ha destacado Roos a lo largo de su carrera.